# Ministern (TV-serie)
Ministern (isländska: Ráðherrann) är en isländsk dramaserie som hade premiär på RÚV den 20 september 2020. Första säsongen består av åtta avsnitt.

## Handling
Serien kretsar kring Benedikt som har lämnat politiken och lider av en svår depression. Han lär känna tidningsbudet Kári, som också kämpar med psykisk ohälsa. Steinunn försöker hålla ihop tillvaron och få Benedikt att börja medicinera.

## Rollista (i urval)
- Ólafur Darri Ólafsson - Benedikt
- Anita Briem - Steinunn
- Þuríður Blær Jónsdóttir
- Þorvaldur Davíð Kristjánsson - Grímur
- Elva Ósk Ólafsdóttir
- Oddur Júlíusson
- Jóhann Sigurðarson
- Jóel Sæmundsson
- Sigurður Sigurjónsson - Ríkharður